# Pálovice
Pálovice (dříve též Paulowicz, Palouicz, Palowicz, Palowicze, Palowitz, Pallowitz, Palowice, Pawlowitz, Pavlovice, Palovice) jsou obec v okrese Třebíč v Kraji Vysočina. Žije zde 163 obyvatel.
Pálovice se nachází tři kilometry jihozápadně od Jemnice, prochází jimi silnice mezi Jemnicí a Bělčovicemi.
Sousedními obcemi sídla jsou Báňovice, Dešná, Budíškovice, Menhartice a Jemnice.

## Geografie
Ze západu na východ vede přes území obce silnice z Panenské do Jemnice a k silnici II/152, jižně ze zastavěného území obce vede silnice do Bělčovic a Chvalkovic s odbočkou do Lovčovic. Jihovýchodně vede silnice do Menhartic a severozápadně pak silnice do Ostojkovic. V jižní části území obce se nachází užitková silnice s alejí, k této také vede užitková silnice jižně ze zastavěného území obce. Přes severní výspu území obce vede silnice II/152, která také tvoří část severní hranice obce. Ze západu na východ vede přes území obce cyklostezka 5220. 
Většina území obce je využívána zemědělsky, izolovaný lesní porost Boroví se nachází jen na východním okraji území obce, menší les je na úpatí kopce Horka jižně od zastavěného území obce a na severním okraji území obce na úpatí kopce Na Stráži. Na západním i východním okraji území obce se nachází menší průmyslové areály.
Asi kilometr západně od území obce pramení Báňovický potok, ten pak teče dál východně, protéká přes rybník U Jalovčí, který je u hranice území obce, o kousek dále se do Báňovického potoka vlévá nepojmenovaný potok, který protéká přes Dvořácký rybník. Báňovický potok pak teče dále východně a severně a protéká rybníky Lukavec a Lukavec a pak po asi 0,5 km ústí do Ostojkovického potoka. Část severní hranice území obce tvoří nepojmenovaný potok, který napájí Báňovický potok. Asi kilometr jihozápadně od hranice obce pramení Menhartický potok, ten pak tvoří jižní hranici území obce a pak teče dál východně a asi po 3 km ústí do Želetavky. V centru zastavěného území obce pramení Pálovický potok, ten pak teče dál východně a po několika stovkách metrů ústí do Menhartického potoka. 
Území obce je rovinaté, nadmořská výška území obce se pohybuje kolem 500 metrů nad mořem, jižně od obce se nachází nevýrazný vrchol Horka (499 m), těsně za severní hranicí území obce se nachází kopec Na Stráži (522 m).
Zastavěná část území obce se nachází na východním okraji území obce, na jihovýchodním okraji území se nachází průmyslová hala u lesa Boroví, u silnice II/152 u hranice území obce se nachází samota, těsně za hranicí území obce u silnice II/152 se nachází někdejší samota Bažantnice.
Jižně od obce se nachází dvě nově vysázené aleje.

## Historie
První písemná zmínka o obci pochází z roku 1349 (villam suam Paulowicz). V roce 1365 získal vesnici rychtář z Jemnice Mikuláš, dvůr ve vsi však patřil jemnické farnosti. Část vesnice patřila i Pešíkovi z Pálovic, ten jej prodal v roce 1390 Vilémovi z Pálovic. V roce 1406 vesnice patřila Joštovi z Pálovic, posléze patřila Čeloudům z Pálovic. V roce 1457 byla vesnice připojena k Jemnici, Jemnice byla králem Ladislavem Pohrobkem darována i s okolními vesnicemi Albrechtovi, Hynkovi a Štěpánovi z Lichtenburku. Následně pak Jemnice patřila Kateřině Meziříčské z Jemnice, která ji i s Pálovicemi prodala v roce 1609 svému manželovi.
V době před třicetiletou válkou získal Pálovice Hanuš Radkovec z Mírovic, ten je vlastnil i po bitvě na Bílé Hoře, nebyly mu po jeho přestupu na katolickou víru konfiskovány. Posléze byly opět přičleněny do jemnického panství a vlastněny Jindřichem Zahrádeckým ze Zahrádek, ale poručníci jeho dětí pak prodali Jemnici Fridrichu Jankovskému z Vlašimi a Pálovice se tak staly součástí jemnického panství.
V roce 1639 jemnické panství zdědil syn Fridricha Jankovského Hynek Jankovský z Vlašimi. V roce 1653 zdědila panství jeho manželka Kateřina z Roupova a jeho syn Maximilián Arnošt. V roce 1666 se musel Maximilián Arnošt vzdát vedení panství a panství spravovala jeho manželka Jana Alžběta Scherfenberková, v roce 1689 pak zdědil panství jeho syn Maximilián Arnošt Jankovský mladší. V roce 1746 Maximilián zemřel a panství zdědila jeho dcera Marie Jana Cavriani, ta však zemřela bezdětná a tak po dlouhém sporu získal panství syn druhé dcery Maxmilián Daun. V roce 1775 robotníci z Pálovic (i ostatních vesnic panství) předali vrchnosti žádost o snížení roboty na 3 dny v týdnu.
Po smrti Maximiliána Dauna v roce 1790 panství zdědil jeho syn Jan Daun, který však v roce 1795 zemřel a tak panství zdědil druhý syn František de Paul Daun, ten však panství převzal až po nabytí plnoletosti v roce 1802. V roce 1815 bylo jemnické panství zakoupeno hrabětem Janovi Filipovi Stadionovi, Stadionové však vlastnili Jemnici jen do roku 1826, kdy ji prodali Marii Terezii Trauttmansdorfové, která vlastnila sousední panství Staré Hobzí. V roce 1833 byla správa obou panství přesunuta do Jemnice a panství ve Starém Hobzí se tak stalo součástí jemnického panství. V roce 1841 pak zakoupil panství Alfons Pallavicini, Pallavicinové vlastnili panství až do roku 1848.
V roce 1789 vznikla ve vsi škola, v roce 1812 byla postavena nová budova pro jednotřídku, někdy kolem roku 1876 vyhořela, ale v témže roce byla postavena nová budova. V roce 1900 byla rozšířena na dvoutřídní, zrušena byla v roce 1971.
V roce 1933 byla vesnice elektrifikována. V roce 1951 bylo ve vsi zřízeno JZD, to však v roce 1953 zaniklo a až v roce 1958 bylo znovu založeno. Roku 1965 bylo sloučeno s JZD Panenská a v roce 1976 došlo ke sloučení JZD Menhartice a JZD Pálovice a bývalý objekt garáží s obchodem a bytem byl adaptován na kulturní dům.
V roce 2016 byla budova opravena. V roce 2019 byly uspořádány oslavy 40 let od otevření kulturního domu.

## Obyvatelstvo
| Rok            | 1869 | 1880 | 1890 | 1900 | 1910 | 1921 | 1930 | 1950 | 1961 | 1970 | 1980 | 1991 | 2001 | 2011 | 2021 |
| -------------- | ---- | ---- | ---- | ---- | ---- | ---- | ---- | ---- | ---- | ---- | ---- | ---- | ---- | ---- | ---- |
| Počet obyvatel | 303  | 345  | 316  | 340  | 307  | 321  | 312  | 230  | 244  | 219  | 190  | 155  | 166  | 168  | 161  |
| Počet domů     | 42   | 44   | 50   | 50   | 49   | 49   | 56   | 57   | 55   | 54   | 49   | 54   | 55   | 56   | 58   |

## Obecní správa
Do roku 1849 patřily Pálovice do jemnického panství, od roku 1850 patřily do okresu Dačice, pak od roku 1896 do okresu Moravské Budějovice, pak do okresu Dačice a od roku 1960 do okresu Třebíč. Od 1. ledna 1980 do 23. listopadu 1990 patřily Pálovice pod Jemnici, následně se obec osamostatnila.

### Obecní symboly
Znak a vlajka byly obci uděleny rozhodnutím předsedy Poslanecké sněmovny Parlamentu České republiky dne 11. července 2019.

## Politika

### Volby do Poslanecké sněmovny
|       | 2006                | 2010                | 2013               | 2017               | 2021               |
| ----- | ------------------- | ------------------- | ------------------ | ------------------ | ------------------ |
| 1.    | ODS (25,74 %)       | ODS (20,2 %)        | ČSSD (24,09 %)     | SPD (30,12 %)      | SPOLU (33,68 %)    |
| 2.    | ČSSD (24,75 %)      | ČSSD (18,18 %)      | KSČM (22,89 %)     | KDU-ČSL (13,25 %)  | ANO (22,1 %)       |
| 3.    | KDU-ČSL (21,78 %)   | KDU-ČSL (17,17 %)   | KDU-ČSL (19,27 %)  | KSČM (12,04 %)     | SPD (10,52 %)      |
| účast | 80,16 % (101 z 126) | 78,91 % (101 z 128) | 65,89 % (84 z 129) | 62,69 % (84 z 134) | 66,90 % (95 z 142) |

### Volby do krajského zastupitelstva
|      | 1.                       | 2.                | 3.                | účast              |
| ---- | ------------------------ | ----------------- | ----------------- | ------------------ |
| 2000 | 4KOALICE (48,64 %)       | KSČM (17,56 %)    | ČSSD (12,16 %)    | 62,61 % (77 z 123) |
| 2004 | KDU-ČSL (37,03 %)        | KSČM (29,62 %)    | ODS (16,66 %)     | 43,21 % (54 z 125) |
| 2008 | ČSSD (31,57 %)           | ODS (23,15 %)     | KDU-ČSL (18,94 %) | 75 % (96 z 128)    |
| 2012 | KDU-ČSL (22,38 %)        | KSČM (19,4 %)     | ČSSD (17,91 %)    | 54,14 % (72 z 133) |
| 2016 | KDU-ČSL (23,61 %)        | ČSSD (13,88 %)    | STO (13,88 %)     | 52,17 % (72 z 138) |
| 2020 | STAN+SNK ED (18,66 %)    | ODS+STO (14,66 %) | KDU-ČSL (13,33 %) | 53,57 % (75 z 140) |
| 2024 | ODS+TOP 09+STO (34,78 %) | ANO (30,43 %)     | SOCDEM (10,86 %)  | 34,78 % (48 z 138) |

### Prezidentské volby
V prvním kole prezidentských voleb v roce 2013 první místo obsadil Miloš Zeman (24 hlasů), druhé místo obsadil Karel Schwarzenberg (17 hlasů) a třetí místo obsadil Jan Fischer (14 hlasů). Volební účast byla 71,21 %, tj. 94 ze 132 oprávněných voličů. V druhém kole prezidentských voleb v roce 2013 první místo obsadil Karel Schwarzenberg (44 hlasů) a druhé místo obsadil Miloš Zeman (40 hlasů). Volební účast byla 64,39 %, tj. 85 ze 132 oprávněných voličů.
V prvním kole prezidentských voleb v roce 2018 první místo obsadil Miloš Zeman (34 hlasů), druhé místo obsadil Jiří Drahoš (24 hlasů) a třetí místo obsadil Pavel Fischer (12 hlasů). Volební účast byla 64,71 %, tj. 88 ze 136 oprávněných voličů. V druhém kole prezidentských voleb v roce 2018 první místo obsadil Miloš Zeman (50 hlasů) a druhé místo obsadil Jiří Drahoš (34 hlasů). Volební účast byla 61,76 %, tj. 84 ze 136 oprávněných voličů.
V prvním kole prezidentských voleb v roce 2023 první místo obsadil Andrej Babiš (25 hlasů), druhé místo obsadil Petr Pavel (22 hlasů) a třetí místo obsadila Danuše Nerudová (18 hlasů). Volební účast byla 71,32 %, tj. 97 ze 136 oprávněných voličů. V druhém kole prezidentských voleb v roce 2023 první místo obsadil Petr Pavel (56 hlasů) a druhé místo obsadil Andrej Babiš (37 hlasů). Volební účast byla 68,38 %, tj. 93 ze 136 oprávněných voličů.

## Pamětihodnosti
- Kaplička svatého Jana Nepomuckého
- Kaplička na rozcestí
- Venkovská usedlost čp. 3
- Kříž při silnici k Panenské
- Krucifix při silnici do Jemnice